# Garrett Lowney
Garrett Lowney (Wisconsin, Estados Unidos, 3 de octubre de 1979) es un deportista estadounidense especialista en lucha grecorromana donde llegó a ser medallista de bronce olímpico en Sídney 2000.

## Carrera deportiva
En los Juegos Olímpicos de 2000 celebrados en Sídney ganó la medalla de bronce en lucha grecorromana de pesos de hasta 97 kg, tras el luchador sueco Mikael Ljungberg (oro) y el ucraniano Davyd Saldadze (plata).